# Боярки (Кировская область)
Боярки — деревня в Юрьянском районе Кировской области в составе Медянского сельского поселения.

## География
Находится на правобережье Вятки на расстоянии примерно 1 километр на северо-запад по прямой от центра поселка Мурыгино.

## История
Известна с 1891 года как русская деревня с 6 дворами 34 жителями. В 1905 году в ней было учтено дворов 8 и жителей 58, в 1926 13 и 42. В 1989 учтено 10 жителей . 

## Население
Постоянное население  составляло 7 человек (русские 57%, грузины 29%) в 2002 году, 9 в 2010.